# Lương Thành Phú
Lương Thành Phú (tiếng Trung: 梁成富; bính âm: Liang Chengfu; khoảng 1820 - 26 tháng 6,1865), sinh tại Quảng Tây, là một tướng lĩnh quan trọng của Thái Bình Thiên Quốc, sau được phong làm Khải vương.

## Tiểu sử
Lương Thành Phú sinh vào khoảng năm 1820 tại Uất Lâm, tỉnh Quảng Tây. Năm 1859, ông tham gia vào quân Thái Bình Thiên Quốc, đến năm 1860 được phong chức Tắc Thiên Hầu, và năm 1861 được phong làm Khải vương.
Tháng 2 năm 1862, ông cùng với Lam Thành Xuân, Trần Đắc Tài, Lại Văn Quang hợp lại đi đánh Tây Bắc, từ An Huy Lư Châu vượt qua Hoài Hà, tiến đến Hà Nam, vào Thiểm Tây. Tháng 5 năm đó đánh Tây An, thắng Tương quân của tuần phủ Thiểm Tây là Lưu Dung.
Ngày 18 tháng 9 năm 1864, đánh thành Giai Châu ở Cam Túc (hiện nay là Vũ Đô), giết chết Tri châu. Đề đốc Lạc Bỉnh Chương, Tổng binh Tương quân Tiêu Khánh Cao, Án sát sử của Cam Túc là Lâm Chi Vọng chia quân làm ba hướng tấn công. Dù bị cô lập, quân của Lương Thành Phú vẫn cố gắng chiến đấu và tử thủ thành Giai Châu trong 9 tháng.
Ngày 6 tháng 6 năm 1865, thành bị hạ. Ngày 26 tháng 6, Lương Thành Phú bị Thanh triều xử tử ở Thành Đô.
Trong suốt thời gian phục vụ của mình, Lương Thành Phú cùng quân Thái Bình đã gặt hái được nhiều chiến thắng quân sự, đặc biệt là khi đánh Hồ Bắc và Thiểm Tây. Ông cũng tham gia vào Niệm quân. Lương Thành Phú là một tướng lĩnh quan trọng thời hậu kì của Thái Bình Thiên Quốc, vẫn tiếp tục chiến đấu ngay cả khi Thiên quốc đã sụp đổ cho đến khi hi sinh.